# Lac de Nemi
Le lac de Nemi est un lac volcanique situé à 25 km au sud-est de Rome entre les localités de Nemi et de Genzano di Roma. Il est considéré comme l'un des paysages les plus pittoresques d'Italie.

## Histoire

### Culte de Diane
Dans l'Antiquité, le lac était sur le territoire d'Aricie, près du lac d'Albano. On y trouvait un très célèbre sanctuaire de Diane. Une coutume très ancienne voulait que le prêtre de la déesse (le rex Nemorensis) soit un esclave fugitif. Devenait Rex Nemorensis celui qui parvenait à cueillir un rameau d'un arbre particulier du lucus, puis à tuer en duel le rex en place. Le rite, comme la statue, aurait été amené en Italie par Oreste, réfugié à Nemi après avoir tué le roi de Chersonèse de Thrace, Toante, et avoir dérobé le simulacre de la déesse locale sanguinaire, Diane Taurique. D'autres divinités étaient honorées à Nemi : Égérie et Virbius (qui serait Hippolyte, tué par des chevaux envoyés par Poséidon et ressuscité par Esculape).
La divinité Diane a un caractère complexe : déesse de la chasse et de la vie sauvage, mais aussi déesse infernale, protectrice des générations et des parturientes. Il s’agit en fait de plusieurs déesses en une, comme le montrent les monnaies d'époque républicaine, avec trois figures côte à côte. La tête de bronze d'une de ces divinités (Ve s.) se trouve à la Ny Carlsberg Glyptotek de Copenhague. Le sanctuaire devient probablement le centre de la ligue latine après la destruction d'Albe. Caton mentionne la dédicace dans le sanctuaire d'un dictateur de Tusculum, Egerius Baebius. Il parle d'une ligue qui ne comprend ni Albe, ni Rome, mais seulement Tusculum, Aricie, Lanuvium, Laurentum (Lavinium), Cora, Tibur, Pometia et Ardée. Le sanctuaire doit être alors restructuré (fin VIe - début Ve siècle av. J.-C.), en utilisant l'espace dégagé par la construction de l'émissaire (et occupé par l'actuel village de Nemi).

## Archéologie

### Sanctuaire de Diane
Le sanctuaire est localisé au nord du lac depuis le XVIIe siècle. Il a été constamment fouillé et pillé depuis lors : on retrouve du matériel à la Villa Giulia et au musée des Thermes, et dans les musées de Copenhague, d'Angleterre, des États-Unis. Les vestiges sont en grande partie réenterrés. On a repéré la route menant d'Aricie au sanctuaire (avec des tagliate dans la roche).

### Temple

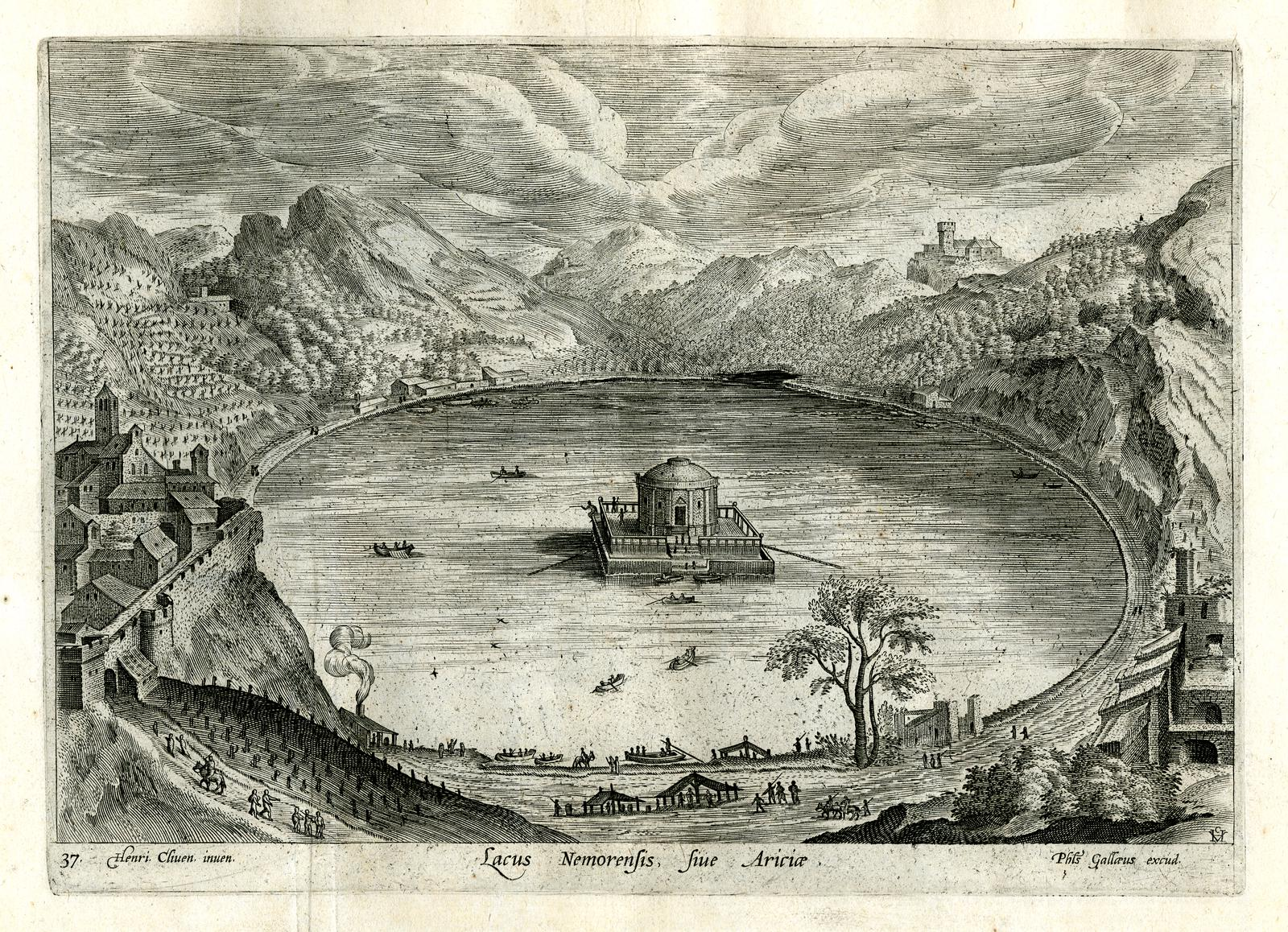
Philippe Galle (d'après Hendrick III van Cleeve), Lacus Nemorensis sive Ariciæ, ca. 1557-1612

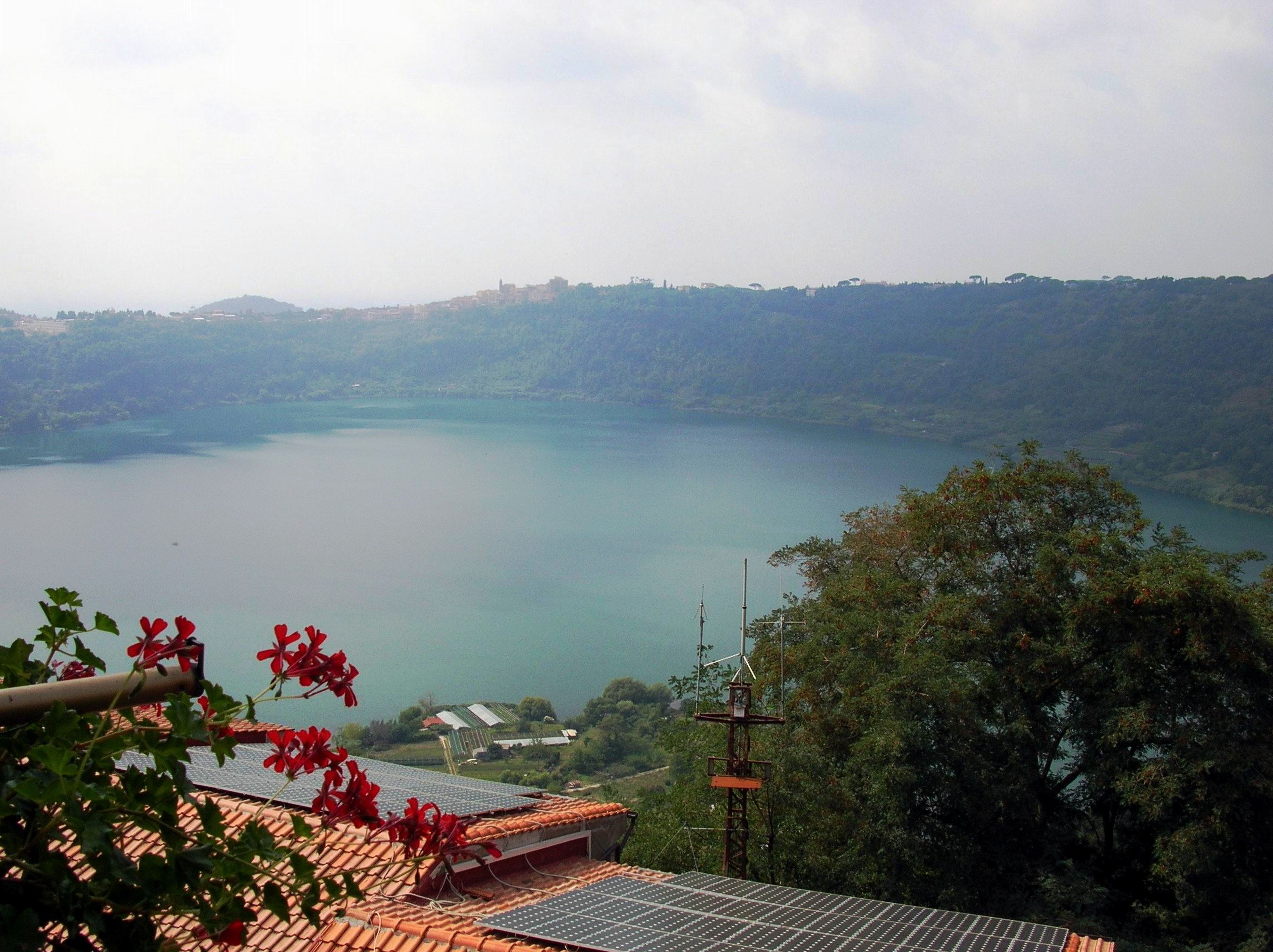
Lac de Nemi

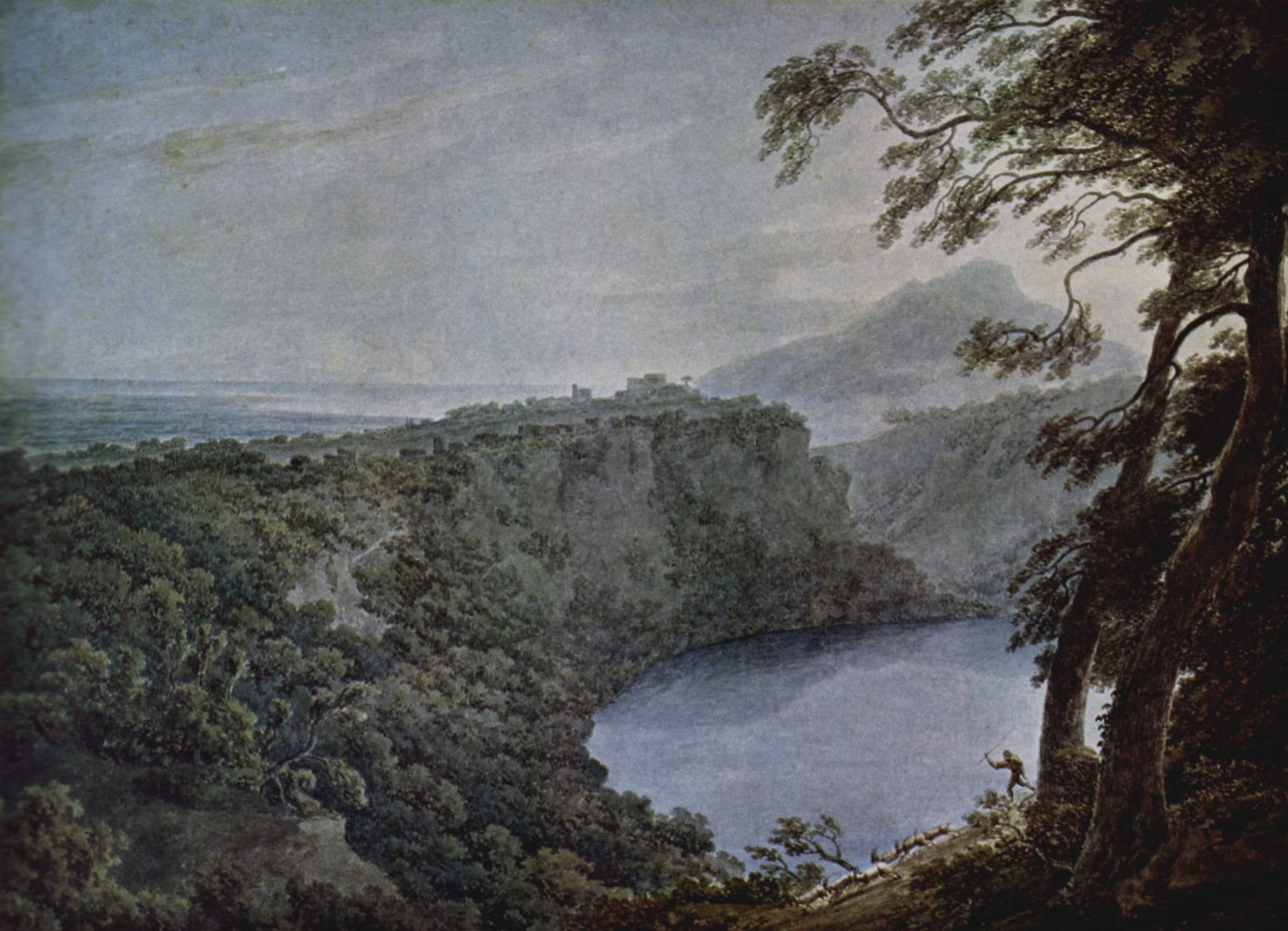
Vue romantique du lac de Nemi, par John Robert Cozens, ca. 1777

Le temple est constitué d'une grande plate-forme, en partie artificielle, limitée par un portique à colonnes. Au nord, on a repéré une série de pièces, peut-être les habitations des prêtres. Un édifice de 30 × 15,90 m est légèrement décalé. Il s’agit peut-être du temple (mais il ne correspond pas à la description qu’en donne Vitruve, IV, 8, 4). Le temple se trouve donc probablement plus à l'est. On a découvert un grand nombre d'objets votifs à l'intérieur du sanctuaire (terres cuites, bronzes, monnaies), en particulier dans le portique septentrional (dont des portraits de la famille impériale). Une inscription permet de dater le portique de la fin du IIe siècle (et donc en contemporanéité avec le sanctuaire de Palestrina). À cette phase correspond une tête de statue de marbre (à Copenhague), sortant du même atelier que celle de la Fortuna huiusce diei du Champ de Mars (temple B du Largo Argentina), datée de 101 - 100 av. J.-C. Sur le plateau du sanctuaire devait se trouver des sacella dédiés à des divinités mineures, dont Isis et Bubastis.

### Villa impériale
César possédait une villa près du lac. Elle constitue le noyau initial des propriétés impériales de la zone et était probablement située le long des côtés ouest et sud du lac. Sous la localité de Genzano s’ouvre l'émissaire (canal d'évacuation), probablement réalisé pour dégager le sanctuaire des influences marécageuses en faisant baisser le niveau du lac. La galerie débouche dans la vallée d'Ariccia et mesure 1 653 m de long. L'ouverture, côté lac, est en opus quadratum de grands blocs de tuf. La technique laisse penser qu’il est contemporain de l'émissaire du lac d'Albano (IVe siècle ?).

### Navires romains du lac de Nemi
Le principal indice de présence de la villa impériale est constitué par les deux navires romains découverts en 1927-1932 et détruits en 1944.